# Juan Pablo Guzmán
Juan Pablo Guzmán es un extenista argentino nacido en Buenos Aires el 29 de enero de 1981. Actualmente es el entrenador de Nadia Podoroska.

## Torneos ATP (1;0+1)

### Individuales (0)

#### Clasificación en torneos del Grand Slam
| Torneo               | 2008 | 2007 | 2006 | 2005 | 2004 | 2003 | 2002 | Títulos |
| -------------------- | ---- | ---- | ---- | ---- | ---- | ---- | ---- | ------- |
| Abierto de Australia | -    | -    | -    | -    | -    | -    | -    | 0       |
| Roland Garros        | -    | -    | -    | -    | -    | -    | -    | 0       |
| Wimbledon            | -    | 1r   | -    | -    | -    | -    | 1r   | 0       |
| US Open              | -    | 1r   | -    | -    | -    | -    | -    | 0       |
| Tennis Masters Cup   | -    | -    | -    | -    | -    | -    | -    | 0       |

### Dobles (1)

#### Títulos
| Leyenda                |
| Grand Slam (0)         |
| Tennis Masters Cup (0) |
| ATP Masters Series (0) |
| ATP Tour (1)           |

| N.º | Fecha               | Torneo     | Superficie    | Pareja               | Oponentes en la final     | Resultado |
| --- | ------------------- | ---------- | ------------- | -------------------- | ------------------------- | --------- |
| 1.  | 16 de julio de 2007 | Amersfoort | Tierra batida | Juan Pablo Brzezicki | Robin Haase Rogier Wassen | 6-2 6-0   |

## Torneos Challenger (8;3+5)

### Individuales (3)

#### Títulos
| N.º | Fecha               | Torneo       | Superficie    | Oponente en la final | Resultado      |
| --- | ------------------- | ------------ | ------------- | -------------------- | -------------- |
| 1.  | 30 de junio de 2003 | Montauban    | Tierra batida | Slimane Saoudi       | 6-3 2-6 6-1    |
| 2.  | 10 de mayo de 2004  | Forest Hills | Tierra batida | Edgardo Massa        | 7-6(7) 3-1 RET |
| 3.  | 31 de julio de 2006 | Trani        | Tierra batida | Andreas Vinciguerra  | 6-1 3-6 7-6(1) |

### Dobles (5)

#### Títulos
| N.º | Fecha                   | Torneo     | Superficie    | Pareja                | Oponentes en la final              | Resultado   |
| --- | ----------------------- | ---------- | ------------- | --------------------- | ---------------------------------- | ----------- |
| 1.  | 1 de septiembre de 2003 | Kiev       | Tierra batida | Ignacio González King | Harsh Mankad Jason Marshall        | 6-2 3-6 6-4 |
| 2.  | 8 de septiembre de 2003 | Budapest-2 | Tierra batida | Ignacio González King | Kornel Bardoczky Gergely Kisgyorgy | 7-5 4-6 6-3 |
| 3.  | 4 de junio de 2007      | Prostějov  | Tierra batida | Ramón Delgado         | Tomáš Cibulec Leoš Friedl          | 7-6(8) 6-1  |
| 4.  | 6 de agosto de 2007     | San Marino | Tierra batida | Pablo Cuevas          | Tomasz Bednarek James Cerretani    | 6-1 6-0     |
| 5.  | 5 de noviembre de 2007  | Guayaquil  | Tierra batida | Brian Dabul           | Bart Beks Michael Quintero         | 7-6(5) 6-3  |

#### Finalista (9)
| N.º | Fecha                    | Torneo          | Superficie    | Pareja                | Oponentes en la final                   | Resultado    |
| --- | ------------------------ | --------------- | ------------- | --------------------- | --------------------------------------- | ------------ |
| 1.  | 16 de septiembre de 2002 | Banja Luka      | Tierra batida | Daniel Orsanic        | Jaroslav Levinsky Yuri Schukin          | 6-7(5) 5-7   |
| 2.  | 30 de junio de 2003      | Montauban       | Tierra batida | Ignacio Hirigoyen     | Fred Hemmes Rogier Wassen               | 4-6 4-6      |
| 3.  | 6 de septiembre de 2004  | Braşov          | Tierra batida | Juan Pablo Brzezicki  | Salvador Navarro Rubén Ramírez Hidalgo  | 3-6 2-6      |
| 4.  | 13 de septiembre de 2004 | Budapest-2      | Tierra batida | Ignacio González King | Juan Pablo Brzezicki Mariano Delfino    | 6-2 3-6 2-6  |
| 5.  | 29 de noviembre de 2004  | Aracajú         | Tierra batida | Santiago Ventura      | Enzo Artoni Ignacio González King       | 4-6 2-6      |
| 6.  | 14 de marzo de 2005      | Salinas         | Dura          | Sergio Roitman        | Juan Pablo Brzezicki Cristian Villagrán | 2-6 4-6      |
| 7.  | 21 de marzo de 2005      | San Luis Potosí | Tierra batida | Juan Pablo Brzezicki  | Łukasz Kubot Oliver Marach              | 1-6 6-3 3-6  |
| 8.  | 2 de mayo de 2005        | Tunica Resorts  | Tierra batida | Juan Pablo Brzezicki  | Michael Russell Dušan Vemić             | 6-7(4) 3-6   |
| 9.  | 17 de septiembre de 2007 | Szczecin        | Tierra batida | Juan Pablo Brzezicki  | Tomas Behrend Christopher Kas           | 0-6 7-5 8-10 |